# Manley Power
Sir Manley Power (Inghilterra, 1773 – Berna, 7 luglio 1826) è stato un generale britannico.

## Biografia

### I primi anni
Suo nonno, sir Henry Power, fu capitano delle Battle-Axe Guards. Suo padre, il capitano Bolton Power, prestò servizio nel 20th Regiment of Foot e combatté in diversi scontri nella guerra dei sette anni, e successivamente nella guerra della rivoluzione americana servendo sotto Guy Carleton e John Burgoyne. Manley Power seguì le orme di famiglia intraprendendo la carriera di soldato, iniziando col rango di alfiere nel reggimento di suo padre, il 20th Regiment of Foot, il 27 agosto 1783, quando aveva appena 9 o 10 anni. Servì poi ad Halifax, in Nuova Scozia (1795–97), Paesi Bassi (1799) ed a Minorca (1800). Fece parte delle forze al comando di Sir Ralph Abercromby durante la Battaglia di Alessandria d'Egitto (1801) e poi prestò servizio nelle Royal Horse Guards (1803–05). Raggiunto il grado di tenente colonnello del 32nd Regiment of Foot, venne coinvolto nella guerra peninsulare e fu attaché all'esercito portoghese sotto il comando di Sir William Beresford e poi promosso tenente generale nel 1813.

### La guerra peninsulare

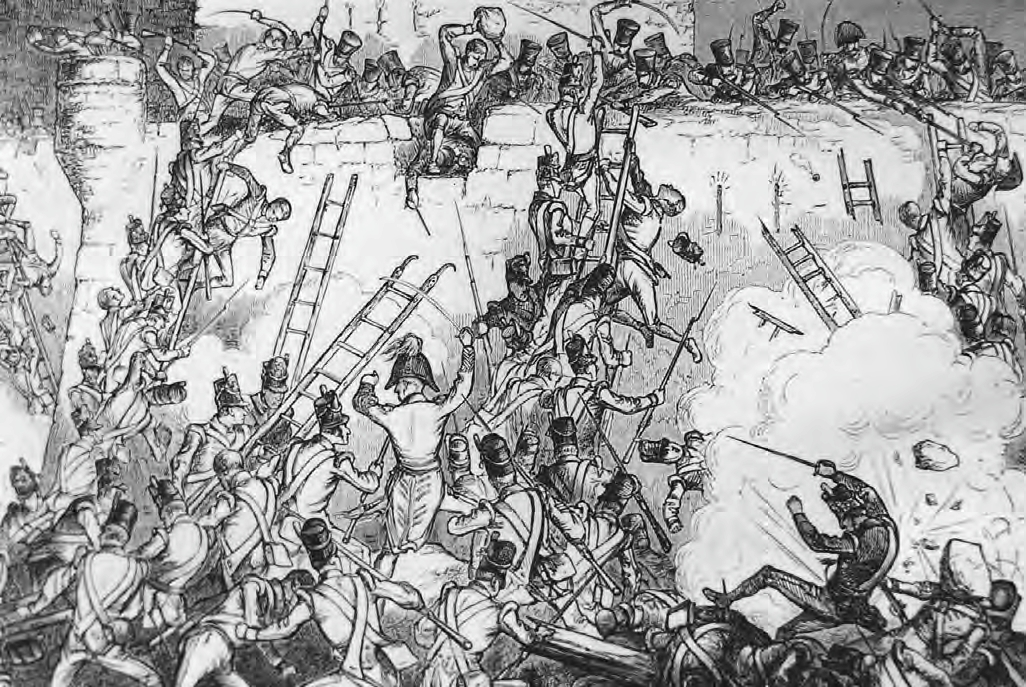
Il tentativo degli inglesi di scalare le mura di Badajoz

Una delle strategie del Portogallo nel corso della guerra peninsulare fu di piazzare le proprie truppe sotto il comando degli inglesi. Le truppe portoghesi, infatti, non avevano un'adeguata formazione, ma sotto la guida di Manley Power, i Power's Portuguese giunsero in breve tempo al medesimo livello delle truppe britanniche, combattendo in diversi scontri tra cui le battaglie di Salamanca, Vitoria, Fuentes de Onoro, Torres Vedras, Nivelle. I Power's Portuguese costituirono parte della 3ª divisione guidata dal generale Pakenham a Torres Vedras ed a Salamanca, e poi dal generale Sir Thomas Picton a Fuentes de Onoro ed a Badajoz nel 1812. Per le brillanti azioni nelle quali venne coinvolto, il generale Manley Power venne menzionato dal parlamento inglese per l'audacia dell'attacco di Badajoz nel quale ordinò ai suoi uomini di scalare le mura cittadine con l'ausilio di scale. Secondo il resoconto del generale Picton, nel combattimento di Vitoria lo scontro fu tale che la divisione perse 1800 uomini in tutto, un terzo di quelli disponibili, ma conquistò il villaggio ed un ponte chiave nell'area. Combatté infine sotto il generale Charles Coville nella battaglia di Nivelle dove giocò un ruolo importante nella presa del ponte di Amotz sotto pesante fuoco nemico.

### La guerra del 1812
Manley Power e due altri generali veterani della guerra peninsulare, Thomas Brisbane e Frederick Philipse Robinson, vennero inviati a prendere parte subito dopo alla guerra del 1812 in Nord America (e per questo non presero parte alla battaglia di Waterloo). Power criticò la strategia del generale George Prevost nella battaglia di Plattsburgh, il quale pose la fanteria in carico a Francis de Rottenburg, e lo stesso Power ebbe il comando di 3500 uomini in tutto. Inoltre la decisione di una ritirata strategica quando ormai Plattsburgh sembrava conquistata parve un azzardo per i generali inglesi. Prevost venne rimosso da comandante in capo del teatro bellico del Nord America. Il duca di Wellington scrisse il 30 ottobre 1814,
Mi pare ovvia la rimozione di sir George Prevost. Ha condotto male la guerra anche coi generali che gli avevo mandato, che certamente erano i migliori nel loro rango dell'esercito; ed il suo successivo fallimento ha aggravato le circostanze; e il pubblico glie lo ha attribuito in pieno.
Nel dicembre di quello stesso anno, l'ex quartiermastro generale di Wellington, sir George Murray, venne inviato in Canada col rango di tenente generale con l'ordine preciso di richiamare Prévost a Londra per rendere spiegazioni delle sue azioni nella campagna di Plattsburg. Manley Power prese parte nel frattempo alla battaglia di New Orleans, dove il suo compagno d'armi generale Pakenham rimase ucciso.

### L'occupazione della Francia
Riassegnato in Europa nel 1815, rientrò nella 3ª divisione che si trovava ancora sotto il comando del generale Charles Colville per guidare la 2ª brigata come parte delle truppe inglesi occupanti le Fiandre e la Francia.
Il 25 ottobre 1818, Murray lo nominò ufficiale comandante a Calais per sovrintendere all'evacuazione delle truppe inglesi dalla Francia.

### Gli ultimi anni
Sir Manley Power servì come vice governatore di Malta per sei anni. Il generale Power era un profondo conoscitore dell'arcipelago maltese dove aveva sostato nel 1802 al seguito del 20th Regiment of Foot.
Il governo portoghese gli conferì l'Ordine della Torre e della Spada, mentre quello britannico la croce di cavaliere commendatore dell'Ordine del Bagno il 2 gennaio 1815.
Tornato in Inghilterra, Manley Power andò a vivere con la famiglia a Hill Court Manor, Walford, presso Ross-on-Wye, nell'Herefordshire, morendo poi il 7 luglio 1826, a Berna, in Svizzera, dove si era recato nell'ambito di un suo viaggio di ritorno da Malta in patria. Venne sepolto nell'abbazia di Bath in Inghilterra.
Una marcia chiamata Sir Manley Power è ancora oggi l'inno ufficiale del 57th (West Middlesex) Regiment of Foot, adottata dal 1881.